# Nederlandse Programma Stichting
NPS (Nederlandse Programma Stichting) va ser una fundació de ràdio i televisió fundada pel govern holandès.
En el sistema de radiodifusió pública neerlandès, les emissores –en el context holandès, les associacions d'oients i espectadors– no tenen estacions pròpies, sinó que es distribueixen temps a les tres televisions públiques i vuit cadenes de ràdio públiques en relació amb la mesyra de les seves respectives membres. La NPS, però, no té cap membre. Va ser creada el 28 d'abril de 1994 arran d'una divisió de les responsabilitats del Nederlandse Omroep Stichting (NOS). El NPS va assumir la cultura, la informació, les minories i la programació juvenil del NOS, permetent a NOS concentrar-se en el seu paper de proporcionar notícies imparcials. L'1 de setembre de 2010, la NPS es va fusionar amb Teleac i RVU en NTR.

## Proposta d'abolició
Durant l'estiu de 2005 el segon govern de Jan Peter Balkenende va presentar plans per renovar el sistema de radiodifusió, inclosa la supressió de la NPS per a 2007. La proposta va rebre una resistència ferotge de molts espectadors i oients, donada la audiència dedicada i bastant reduïda per als NPS. La idea era que altres emissores assumissin el tipus de programació que abans havia proporcionat el NPS.
Hi havia poca confiança entre els espectadors, però, que això passaria. Aleshores, es va especular que el motiu real per a la supressió proposada era que els partits governants (demòcrata cristià i liberal conservador) veien la fundació com a massa esquerrana. Al final es van retirar els plans després de les eleccions de novembre de 2006.